# Pueblo Nuevo, Guatemala
Pueblo Nuevo är en kommunhuvudort i Guatemala.   Den ligger i departementet Departamento de Suchitepéquez, i den sydvästra delen av landet, 110 km väster om huvudstaden Guatemala City. Pueblo Nuevo ligger 1 021 meter över havet och antalet invånare är 3 116.
Terrängen runt Pueblo Nuevo är kuperad åt sydväst, men åt nordost är den bergig. Runt Pueblo Nuevo är det tätbefolkat, med 511 invånare per kvadratkilometer. Närmaste större samhälle är El Palmar, 5,4 km väster om Pueblo Nuevo. I omgivningarna runt Pueblo Nuevo växer huvudsakligen savannskog.